# 妙答應
妙答應，姓名及出身均不詳，清朝康熙帝之答應。

## 生平
目前並不清楚妙答應是在何時被康熙帝收為後宮主位，有學者推測她在康熙朝時可能已經有大答應的身份。康熙四十六年，康熙帝位下有大答應十人，妙答應或在其中。雍正九年十二月，寧壽宮內仍有「妙答應」之名。雍正十一年九月初七日未時，奉安景陵妃園寢。